# Waal, Ostallgäu
Waal là một đô thị ở Ostallgäu bang Bayern thuộc nước Đức.